# Spartak Płowdiw
Spartak Płowdiw – bułgarski klub piłkarski założony w 1947 roku, od 1967 do 1982 roku był częścią Botewu/Trakii Płowdiw, tworzonego przez zawodników trzech drużyn z Płowdiwu, oprócz Spartaka, Botewu i Akademika.
Mistrzostwo i wicemistrzostwo Bułgarii, Puchar Armii Sowieckiej oraz dwukrotna gra w finale tych rozgrywek to największe osiągnięcia Spartaka, które przypadły na koniec lat 50. i pierwszą połowę 60. Nigdy później drużyna nie grała tak skutecznie jak wtedy, nigdy też nie doczekała się zawodnika na miarę Todora Diewa, króla strzelców ekstraklasy z 1955 i 1963 roku oraz obecnego patrona stadionu Spartaka.
Zespół występował w Grupie A od 1954 do 1982, kiedy to skończył się czas istnienia Botewu/Trakiji. Później samodzielnie zawitał do ekstraklasy w sezonie 1993-1994, w swojej pierwszej od ponad dekady grze w I lidze zajął szóste miejsce gwarantujące występ w Pucharze Intertoto. Jednak w kolejnych rozgrywkach był ostatni w tabeli.
Od tamtej pory Spartak krążył między II a III ligą.

## Sukcesy
- Mistrzostwa Bułgarii
  - mistrzostwo (1): 1962/1963
  - wicemistrzostwo Bułgarii (1): 1961/1962
- Puchar Bułgarii
  - zwycięstwo (1): 1958
  - finał (2): 1955, 1959
- Puchar Bałkanów
  - finał (1): 1964

## Europejskie puchary
Legenda do wszystkich tabel:
- Q – runda eliminacyjna, 1/16, 1/8, 1/4, 1/2 – odpowiednia faza rozgrywek, Grupa – runda grupowa, 1r gr – pierwsza runda grupowa, 2r gr – druga runda grupowa, F – finał, R – runda, PO – play-off
- k. – rzuty karne, los. – losowanie, Dogr. – dogrywka, w. – zasada bramek strzelonych na wyjeździe

| Sezon   | Rozgrywki              | Runda    | Klub                | Dom | Wyjazd | Ogólnie    |
| ------- | ---------------------- | -------- | ------------------- | --- | ------ | ---------- |
| 1963/64 | Puchar Europy          | Q        | Partizani Tirana    | 3–1 | 0–1    | 3–2        |
| 1963/64 | Puchar Europy          | 1R       | PSV Eindhoven       | 0–1 | 0–0    | 0–1        |
| 1966/67 | Puchar Miast Targowych | 2R       | SL Benfica          | 1–1 | 0–3    | 1–4        |
| 1995    | Puchar Intertoto       | Grupa 12 | Eintracht Frankfurt | 0–4 |        | 3. miejsce |
| 1995    | Puchar Intertoto       | Grupa 12 | AÓ Iraklís          |     | 0–0    | 3. miejsce |
| 1995    | Puchar Intertoto       | Grupa 12 | Paneryż Wilno       | 3–0 |        | 3. miejsce |
| 1995    | Puchar Intertoto       | Grupa 12 | Vorwärts Steyr      |     | 0–2    | 3. miejsce |

## Stadion
Stadion Todora Diewa może pomieścić 5 tysięcy widzów. Patronem obiektu jest  Todor Diew, piłkarz Spartaka i dwukrotny król strzelców bułgarskiej ekstraklasy, zmarły w 1995 roku.